# Vocalese
 (juin 2012).
Si vous disposez d'ouvrages ou d'articles de référence ou si vous connaissez des sites web de qualité traitant du thème abordé ici, merci de compléter l'article en donnant les références utiles à sa vérifiabilité et en les liant à la section « Notes et références ».
Le vocalese est l'art de composer des paroles et de les chanter à la manière de solos instrumentaux enregistrés.

## Description
Inventé par le critique de jazz Leonard Feather, le vocalese a atteint son apogée en 1957-1962. Les interprètes chantent en solo ou en groupe et sont accompagnés par une petite formation ou orchestre.
Bebop par nature, le vocalese n’a pas gagné les autres courants jazz et a attendu très longtemps pour être rentable commercialement. Les auteurs/interprètes de vocalese les plus connus sont Slim Gaillard, Eddie Jefferson, Babs Gonzales et Jon Hendricks (notamment avec le groupe Lambert, Hendricks & Ross) ou, en France, Les Double Six.
Il s'agit de l'art de transcrire des solos instrumentaux de jazz en y ajoutant des paroles. Par la suite ce seront des orchestrations de jazz qui seront transcrites de la même manière. Les compositeurs de style vocalese en sont souvent les interprètes.
Les premières apparitions du style vocalese, identifiées dès la fin des années 1920, sont l’apanage de chanteurs solistes.
La première utilisation du terme « vocalese » apparaît en 1953 dans un article de Down Beat consacré au disque d’Annie Ross, Twisted. Il désigne la performance de la chanteuse qui reprend, avec texte, un enregistrement instrumental de jazz.
En 1955, Dave Lambert et Jon Hendricks, enrichissent et complexifient cette écriture en transcrivant pour chœur des arrangements initialement écrits pour big bands. Leur groupe vocal, Lambert, Hendricks & Ross, servira de modèle au groupe français des Double Six.
Entre 1955 et 1960, le vocalese glisse de la monodie vers les polyphonies orchestrales, des transcriptions pour une seule voix aux arrangements pour ensemble vocal.
Par l’adoption des techniques de transcriptions appliquées à des morceaux de jazz ou à des morceaux issus de la musique savante, une école parisienne du vocalese-group se développe alors en France (Double Six, Swingle Singers, Quire).
Il est à noter que le terme vocalese ne désigne plus seulement l’adjonction d’un texte à une musique de jazz mais doit être retenu pour qualifier toute transcription vocale de jazz. L’évolution du style vocalese, notamment au travers des variations apportées par le groupe Lambert, Hendricks & Ross permet de constater qu'à partir de son origine de transcription avec paroles d’un solo instrumental de jazz pour/par un chanteur de jazz, le vocalese se diversifie vers la transcription avec paroles/onomatopées pour/par un chanteur/groupe vocal de jazz, d’un solo/morceau instrumental/vocal de style jazz/autre.
Nous aboutissons à cette définition plus large du terme vocalese : la transcription vocale de style jazz., Elle identifie les phénomènes de transcription pour la voix en jazz comme étant la particularité stylistique du vocalese,.